# آنتلوپ سنتر (کالیفرنیا)
آنتلوپ سنتر (به انگلیسی: Antelope Center) یک منطقهٔ مسکونی در ایالات متحده آمریکا است که در شهرستان لس‌ آنجلس، کالیفرنیا واقع شده‌است. آنتلوپ سنتر ۸۰۷ متر بالاتر از سطح دریا قرار دارد.